# 美国国会列表
本列表列出了历届美国国会，包含每次国会会议的起讫时间及会期。每届国会任期两年，且通常在奇数年的1月3日开始。
在美国宪法第二十修正案生效前，每一届美国国会会议结束的日期不固定，为3月3日或4日中的一天。

## 美国国会列表
| 国会    | 国会开始日期 | 会议       | 会议日期                       | 国会结束日期 |
| ------- | ------------ | ---------- | ------------------------------ | ------------ |
| 第1屆   | 1789年3月4日 | 第一次会议 | 1789年3月4日－1789年9月29日    | 1791年3月3日 |
| 第1屆   | 1789年3月4日 | 第二次会议 | 1790年1月4日－1790年8月12日    | 1791年3月3日 |
| 第1屆   | 1789年3月4日 | 第三次会议 | 1790年12月6日－1791年3月3日    | 1791年3月3日 |
| 第2屆   | 1791年3月4日 | 特别会议   | 1791年3月4日－1791年3月4日     | 1793年3月3日 |
| 第2屆   | 1791年3月4日 | 第一次会议 | 1791年10月24日－1792年5月8日   | 1793年3月3日 |
| 第2屆   | 1791年3月4日 | 第二次会议 | 1792年11月5日－1793年3月2日    | 1793年3月3日 |
| 第3屆   | 1793年3月4日 | 特别会议   | 1793年3月4日－1793年3月4日     | 1795年3月3日 |
| 第3屆   | 1793年3月4日 | 第一次会议 | 1793年12月2日－1794年6月9日    | 1795年3月3日 |
| 第3屆   | 1793年3月4日 | 第二次会议 | 1794年11月3日－1795年3月3日    | 1795年3月3日 |
| 第4屆   | 1795年3月4日 | 特别会议   | 1795年6月8日－1795年6月26日    | 1797年3月3日 |
| 第4屆   | 1795年3月4日 | 第一次会议 | 1795年12月7日－1796年6月1日    | 1797年3月3日 |
| 第4屆   | 1795年3月4日 | 第二次会议 | 1796年12月5日－1797年3月3日    | 1797年3月3日 |
| 第5屆   | 1797年3月4日 | 特别会议   | 1797年3月4日－1797年3月4日     | 1799年3月3日 |
| 第5屆   | 1797年3月4日 | 第一次会议 | 1797年5月15日－1797年7月10日   | 1799年3月3日 |
| 第5屆   | 1797年3月4日 | 第二次会议 | 1797年11月13日－1798年7月16日  | 1799年3月3日 |
| 第5屆   | 1797年3月4日 | 特别会议   | 1798年7月17日－1798年7月19日   | 1799年3月3日 |
| 第5屆   | 1797年3月4日 | 第三次会议 | 1798年12月3日－1799年3月3日    | 1799年3月3日 |
| 第6屆   | 1799年3月4日 | 第一次会议 | 1799年12月2日－1800年5月14日   | 1801年3月3日 |
| 第6屆   | 1799年3月4日 | 第二次会议 | 1800年11月17日－1801年3月3日   | 1801年3月3日 |
| 第7屆   | 1801年3月4日 | 特别会议   | 1801年3月4日－1801年3月5日     | 1803年3月3日 |
| 第7屆   | 1801年3月4日 | 第一次会议 | 1801年12月7日－1802年5月3日    | 1803年3月3日 |
| 第7屆   | 1801年3月4日 | 第二次会议 | 1802年12月6日－1803年3月3日    | 1803年3月3日 |
| 第8屆   | 1803年3月4日 | 第一次会议 | 1803年10月17日－1804年3月27日  | 1805年3月3日 |
| 第8屆   | 1803年3月4日 | 第二次会议 | 1804年11月5日－1805年3月3日    | 1805年3月3日 |
| 第9屆   | 1805年3月4日 | 第一次会议 | 1805年12月2日－1806年4月21日   | 1807年3月3日 |
| 第9屆   | 1805年3月4日 | 第二次会议 | 1806年12月1日－1807年3月3日    | 1807年3月3日 |
| 第10屆  | 1807年3月4日 | 第一次会议 | 1807年10月26日－1808年4月25日  | 1809年3月3日 |
| 第10屆  | 1807年3月4日 | 第二次会议 | 1808年11月7日－1809年3月3日    | 1809年3月3日 |
| 第11屆  | 1809年3月4日 | 特别会议   | 1809年3月4日－1809年3月7日     | 1811年3月3日 |
| 第11屆  | 1809年3月4日 | 第一次会议 | 1809年5月22日－1809年6月28日   | 1811年3月3日 |
| 第11屆  | 1809年3月4日 | 第二次会议 | 1809年11月27日－1810年5月1日   | 1811年3月3日 |
| 第11屆  | 1809年3月4日 | 第三次会议 | 1810年12月3日－1811年3月3日    | 1811年3月3日 |
| 第12屆  | 1811年3月4日 | 第一次会议 | 1811年11月4日－1812年7月6日    | 1813年3月3日 |
| 第12屆  | 1811年3月4日 | 第二次会议 | 1812年11月2日－1813年3月3日    | 1813年3月3日 |
| 第13屆  | 1813年3月4日 | 第一次会议 | 1813年5月24日－1813年8月2日    | 1815年3月3日 |
| 第13屆  | 1813年3月4日 | 第二次会议 | 1813年12月6日－1814年4月18日   | 1815年3月3日 |
| 第13屆  | 1813年3月4日 | 第三次会议 | 1814年9月19日－1815年3月3日    | 1815年3月3日 |
| 第14屆  | 1815年3月4日 | 第一次会议 | 1815年12月4日－1816年4月30日   | 1817年3月3日 |
| 第14屆  | 1815年3月4日 | 第二次会议 | 1816年12月2日－1817年3月3日    | 1817年3月3日 |
| 第15屆  | 1817年3月4日 | 特别会议   | 1817年3月4日－1817年3月6日     | 1819年3月3日 |
| 第15屆  | 1817年3月4日 | 第一次会议 | 1817年12月1日－1818年4月20日   | 1819年3月3日 |
| 第15屆  | 1817年3月4日 | 第二次会议 | 1818年11月16日－1819年3月3日   | 1819年3月3日 |
| 第16屆  | 1819年3月4日 | 第一次会议 | 1819年12月6日－1820年5月15日   | 1821年3月3日 |
| 第16屆  | 1819年3月4日 | 第二次会议 | 1820年11月13日－1821年3月3日   | 1821年3月3日 |
| 第17屆  | 1821年3月4日 | 第一次会议 | 1821年12月3日－1822年5月8日    | 1823年3月3日 |
| 第17屆  | 1821年3月4日 | 第二次会议 | 1822年12月2日－1823年3月3日    | 1823年3月3日 |
| 第18屆  | 1823年3月4日 | 第一次会议 | 1823年12月1日－1824年5月27日   | 1825年3月3日 |
| 第18屆  | 1823年3月4日 | 第二次会议 | 1824年12月6日－1825年3月3日    | 1825年3月3日 |
| 第19屆  | 1825年3月4日 | 特别会议   | 1825年3月4日－1825年3月9日     | 1827年3月3日 |
| 第19屆  | 1825年3月4日 | 第一次会议 | 1825年12月5日－1826年5月22日   | 1827年3月3日 |
| 第19屆  | 1825年3月4日 | 第二次会议 | 1826年12月4日－1827年3月3日    | 1827年3月3日 |
| 第20屆  | 1827年3月4日 | 第一次会议 | 1827年12月3日－1828年5月26日   | 1829年3月3日 |
| 第20屆  | 1827年3月4日 | 第二次会议 | 1828年12月1日－1829年3月3日    | 1829年3月3日 |
| 第21屆  | 1829年3月4日 | 特别会议   | 1829年3月4日－1829年3月17日    | 1831年3月3日 |
| 第21屆  | 1829年3月4日 | 第一次会议 | 1829年12月7日－1830年5月31日   | 1831年3月3日 |
| 第21屆  | 1829年3月4日 | 第二次会议 | 1830年12月6日－1831年3月3日    | 1831年3月3日 |
| 第22屆  | 1831年3月4日 | 第一次会议 | 1831年12月5日－1832年7月16日   | 1833年3月3日 |
| 第22屆  | 1831年3月4日 | 第二次会议 | 1832年12月3日－1833年3月2日    | 1833年3月3日 |
| 第23屆  | 1833年3月4日 | 第一次会议 | 1833年12月2日－1834年6月30日   | 1835年3月3日 |
| 第23屆  | 1833年3月4日 | 第二次会议 | 1834年12月1日－1835年3月3日    | 1835年3月3日 |
| 第24屆  | 1835年3月4日 | 第一次会议 | 1835年12月7日－1836年7月4日    | 1837年3月3日 |
| 第24屆  | 1835年3月4日 | 第二次会议 | 1836年12月5日－1837年3月3日    | 1837年3月3日 |
| 第25屆  | 1837年3月4日 | 特别会议   | 1837年3月4日－1837年3月10日    | 1839年3月3日 |
| 第25屆  | 1837年3月4日 | 第一次会议 | 1837年9月4日－1837年10月16日   | 1839年3月3日 |
| 第25屆  | 1837年3月4日 | 第二次会议 | 1837年12月4日－1838年7月9日    | 1839年3月3日 |
| 第25屆  | 1837年3月4日 | 第三次会议 | 1838年12月3日－1839年3月3日    | 1839年3月3日 |
| 第26屆  | 1839年3月4日 | 第一次会议 | 1839年12月2日－1840年7月21日   | 1841年3月3日 |
| 第26屆  | 1839年3月4日 | 第二次会议 | 1840年12月7日－1841年3月3日    | 1841年3月3日 |
| 第27屆  | 1841年3月4日 | 特别会议   | 1841年3月4日－1841年3月15日    | 1843年3月3日 |
| 第27屆  | 1841年3月4日 | 第一次会议 | 1841年5月31日－1841年9月13日   | 1843年3月3日 |
| 第27屆  | 1841年3月4日 | 第二次会议 | 1841年12月6日－1842年8月31日   | 1843年3月3日 |
| 第27屆  | 1841年3月4日 | 第三次会议 | 1842年12月5日－1843年3月3日    | 1843年3月3日 |
| 第28屆  | 1843年3月4日 | 第一次会议 | 1843年12月4日－1844年6月17日   | 1845年3月3日 |
| 第28屆  | 1843年3月4日 | 第二次会议 | 1844年12月2日－1845年3月3日    | 1845年3月3日 |
| 第29屆  | 1845年3月4日 | 特别会议   | 1845年3月4日－1845年3月20日    | 1847年3月3日 |
| 第29屆  | 1845年3月4日 | 第一次会议 | 1845年12月1日－1846年8月10日   | 1847年3月3日 |
| 第29屆  | 1845年3月4日 | 第二次会议 | 1846年12月7日－1847年3月3日    | 1847年3月3日 |
| 第30屆  | 1847年3月4日 | 第一次会议 | 1847年12月6日－1848年8月14日   | 1849年3月3日 |
| 第30屆  | 1847年3月4日 | 第二次会议 | 1848年12月4日－1849年3月3日    | 1849年3月3日 |
| 第31屆  | 1849年3月4日 | 特别会议   | 1849年3月5日－1849年3月23日    | 1851年3月3日 |
| 第31屆  | 1849年3月4日 | 第一次会议 | 1849年12月3日－1850年9月30日   | 1851年3月3日 |
| 第31屆  | 1849年3月4日 | 第二次会议 | 1850年12月2日－1851年3月3日    | 1851年3月3日 |
| 第32屆  | 1851年3月4日 | 特别会议   | 1851年3月4日－1851年3月13日    | 1853年3月3日 |
| 第32屆  | 1851年3月4日 | 第一次会议 | 1851年12月1日－1852年8月31日   | 1853年3月3日 |
| 第32屆  | 1851年3月4日 | 第二次会议 | 1852年12月6日－1853年3月3日    | 1853年3月3日 |
| 第33屆  | 1853年3月4日 | 特别会议   | 1853年3月4日－1853年4月11日    | 1855年3月3日 |
| 第33屆  | 1853年3月4日 | 第一次会议 | 1853年12月5日－1854年8月7日    | 1855年3月3日 |
| 第33屆  | 1853年3月4日 | 第二次会议 | 1854年12月4日－1855年3月3日    | 1855年3月3日 |
| 第34屆  | 1855年3月4日 | 第一次会议 | 1855年12月3日－1856年8月18日   | 1857年3月3日 |
| 第34屆  | 1855年3月4日 | 第二次会议 | 1856年8月21日－1856年8月30日   | 1857年3月3日 |
| 第34屆  | 1855年3月4日 | 第三次会议 | 1856年12月1日－1857年3月3日    | 1857年3月3日 |
| 第35屆  | 1857年3月4日 | 特别会议   | 1857年3月4日－1857年3月14日    | 1859年3月3日 |
| 第35屆  | 1857年3月4日 | 第一次会议 | 1857年12月7日－1858年6月14日   | 1859年3月3日 |
| 第35屆  | 1857年3月4日 | 特别会议   | 1858年6月15日－1858年6月16日   | 1859年3月3日 |
| 第35屆  | 1857年3月4日 | 第二次会议 | 1858年12月6日－1859年3月3日    | 1859年3月3日 |
| 第36屆  | 1859年3月4日 | 特别会议   | 1859年3月4日－1859年3月10日    | 1861年3月3日 |
| 第36屆  | 1859年3月4日 | 第一次会议 | 1859年12月5日－1860年6月25日   | 1861年3月3日 |
| 第36屆  | 1859年3月4日 | 特别会议   | 1860年6月26日－1860年6月28日   | 1861年3月3日 |
| 第36屆  | 1859年3月4日 | 第二次会议 | 1860年12月3日－1861年3月3日    | 1861年3月3日 |
| 第37屆  | 1861年3月4日 | 特别会议   | 1861年3月4日－1861年3月28日    | 1863年3月3日 |
| 第37屆  | 1861年3月4日 | 第一次会议 | 1861年7月4日－1861年8月6日     | 1863年3月3日 |
| 第37屆  | 1861年3月4日 | 第二次会议 | 1861年12月2日－1862年7月17日   | 1863年3月3日 |
| 第37屆  | 1861年3月4日 | 第三次会议 | 1862年12月1日－1863年3月3日    | 1863年3月3日 |
| 第38屆  | 1863年3月4日 | 特别会议   | 1863年3月4日－1863年3月14日    | 1865年3月3日 |
| 第38屆  | 1863年3月4日 | 第一次会议 | 1863年12月7日－1864年7月4日    | 1865年3月3日 |
| 第38屆  | 1863年3月4日 | 第二次会议 | 1864年12月5日－1865年3月3日    | 1865年3月3日 |
| 第39屆  | 1865年3月4日 | 特别会议   | 1865年3月4日－1865年3月11日    | 1867年3月3日 |
| 第39屆  | 1865年3月4日 | 第一次会议 | 1865年12月4日－1866年7月28日   | 1867年3月3日 |
| 第39屆  | 1865年3月4日 | 第二次会议 | 1866年12月3日－1867年3月3日    | 1867年3月3日 |
| 第40屆  | 1867年3月4日 | 第一次会议 | 1867年3月4日－1867年12月1日    | 1869年3月3日 |
| 第40屆  | 1867年3月4日 | 特别会议   | 1867年4月1日－1867年4月20日    | 1869年3月3日 |
| 第40屆  | 1867年3月4日 | 第二次会议 | 1867年12月2日－1868年11月10日  | 1869年3月3日 |
| 第40屆  | 1867年3月4日 | 第三次会议 | 1868年12月7日－1869年3月3日    | 1869年3月3日 |
| 第41屆  | 1869年3月4日 | 第一次会议 | 1869年3月4日－1869年4月10日    | 1871年3月3日 |
| 第41屆  | 1869年3月4日 | 特别会议   | 1869年4月12日－1869年4月22日   | 1871年3月3日 |
| 第41屆  | 1869年3月4日 | 第二次会议 | 1869年12月6日－1870年7月15日   | 1871年3月3日 |
| 第41屆  | 1869年3月4日 | 第三次会议 | 1870年12月5日－1871年3月3日    | 1871年3月3日 |
| 第42屆  | 1871年3月4日 | 第一次会议 | 1871年3月4日－1871年4月20日    | 1873年3月3日 |
| 第42屆  | 1871年3月4日 | 特别会议   | 1871年5月10日－1871年5月27日   | 1873年3月3日 |
| 第42屆  | 1871年3月4日 | 第二次会议 | 1871年12月4日－1872年6月10日   | 1873年3月3日 |
| 第42屆  | 1871年3月4日 | 第三次会议 | 1872年12月2日－1873年3月3日    | 1873年3月3日 |
| 第43屆  | 1873年3月4日 | 特别会议   | 1873年3月4日－1873年3月26日    | 1875年3月3日 |
| 第43屆  | 1873年3月4日 | 第一次会议 | 1873年12月1日－1874年6月23日   | 1875年3月3日 |
| 第43屆  | 1873年3月4日 | 第二次会议 | 1874年12月7日－1875年3月3日    | 1875年3月3日 |
| 第44屆  | 1875年3月4日 | 特别会议   | 1875年3月5日－1875年3月24日    | 1877年3月3日 |
| 第44屆  | 1875年3月4日 | 第一次会议 | 1875年12月6日－1876年8月15日   | 1877年3月3日 |
| 第44屆  | 1875年3月4日 | 第二次会议 | 1876年12月4日－1877年3月3日    | 1877年3月3日 |
| 第45屆  | 1877年3月4日 | 特别会议   | 1877年3月5日－1877年3月17日    | 1879年3月3日 |
| 第45屆  | 1877年3月4日 | 第一次会议 | 1877年10月15日－1877年12月3日  | 1879年3月3日 |
| 第45屆  | 1877年3月4日 | 第二次会议 | 1877年12月3日－1878年6月20日   | 1879年3月3日 |
| 第45屆  | 1877年3月4日 | 第三次会议 | 1878年12月2日－1879年3月3日    | 1879年3月3日 |
| 第46屆  | 1879年3月4日 | 第一次会议 | 1879年3月18日－1879年7月1日    | 1881年3月3日 |
| 第46屆  | 1879年3月4日 | 第二次会议 | 1879年12月1日－1880年6月16日   | 1881年3月3日 |
| 第46屆  | 1879年3月4日 | 第三次会议 | 1880年12月6日－1881年3月3日    | 1881年3月3日 |
| 第47屆  | 1881年3月4日 | 特别会议   | 1881年3月4日－1881年5月20日    | 1883年3月3日 |
| 第47屆  | 1881年3月4日 | 特别会议   | 1881年10月10日－1881年10月29日 | 1883年3月3日 |
| 第47屆  | 1881年3月4日 | 第一次会议 | 1881年12月5日－1882年8月8日    | 1883年3月3日 |
| 第47屆  | 1881年3月4日 | 第二次会议 | 1882年12月4日－1883年3月3日    | 1883年3月3日 |
| 第48屆  | 1883年3月4日 | 第一次会议 | 1883年12月3日－1884年7月7日    | 1885年3月3日 |
| 第48屆  | 1883年3月4日 | 第二次会议 | 1884年12月1日－1885年3月3日    | 1885年3月3日 |
| 第49屆  | 1885年3月4日 | 特别会议   | 1885年3月4日－1885年4月2日     | 1887年3月3日 |
| 第49屆  | 1885年3月4日 | 第一次会议 | 1885年12月7日－1886年8月5日    | 1887年3月3日 |
| 第49屆  | 1885年3月4日 | 第二次会议 | 1886年12月6日－1887年3月3日    | 1887年3月3日 |
| 第50屆  | 1887年3月4日 | 第一次会议 | 1887年12月5日－1888年10月20日  | 1889年3月3日 |
| 第50屆  | 1887年3月4日 | 第二次会议 | 1888年12月3日－1889年3月3日    | 1889年3月3日 |
| 第51屆  | 1889年3月4日 | 特别会议   | 1889年3月4日－1889年4月2日     | 1891年3月3日 |
| 第51屆  | 1889年3月4日 | 第一次会议 | 1889年12月2日－1890年10月1日   | 1891年3月3日 |
| 第51屆  | 1889年3月4日 | 第二次会议 | 1890年12月1日－1891年3月3日    | 1891年3月3日 |
| 第52屆  | 1891年3月4日 | 第一次会议 | 1891年12月7日－1892年8月5日    | 1893年3月3日 |
| 第52屆  | 1891年3月4日 | 第二次会议 | 1892年12月5日－1893年3月3日    | 1893年3月3日 |
| 第53屆  | 1893年3月4日 | 特别会议   | 1893年3月4日－1893年4月15日    | 1895年3月3日 |
| 第53屆  | 1893年3月4日 | 第一次会议 | 1893年8月7日－1893年11月3日    | 1895年3月3日 |
| 第53屆  | 1893年3月4日 | 第二次会议 | 1893年12月4日－1894年8月28日   | 1895年3月3日 |
| 第53屆  | 1893年3月4日 | 第三次会议 | 1894年12月3日－1895年3月3日    | 1895年3月3日 |
| 第54屆  | 1895年3月4日 | 第一次会议 | 1895年12月2日－1896年6月11日   | 1897年3月3日 |
| 第54屆  | 1895年3月4日 | 第二次会议 | 1896年12月7日－1897年3月3日    | 1897年3月3日 |
| 第55屆  | 1897年3月4日 | 特别会议   | 1897年3月4日－1897年3月10日    | 1899年3月3日 |
| 第55屆  | 1897年3月4日 | 第一次会议 | 1897年3月15日－1897年7月24日   | 1899年3月3日 |
| 第55屆  | 1897年3月4日 | 第二次会议 | 1897年12月6日－1898年7月8日    | 1899年3月3日 |
| 第55屆  | 1897年3月4日 | 第三次会议 | 1898年12月5日－1899年3月3日    | 1899年3月3日 |
| 第56屆  | 1899年3月4日 | 第一次会议 | 1899年12月4日－1900年6月7日    | 1901年3月3日 |
| 第56屆  | 1899年3月4日 | 第二次会议 | 1900年12月3日－1901年3月3日    | 1901年3月3日 |
| 第57屆  | 1901年3月4日 | 特别会议   | 1901年3月4日－1901年3月9日     | 1903年3月3日 |
| 第57屆  | 1901年3月4日 | 第一次会议 | 1901年12月2日－1902年7月1日    | 1903年3月3日 |
| 第57屆  | 1901年3月4日 | 第二次会议 | 1902年12月1日－1903年3月3日    | 1903年3月3日 |
| 第58屆  | 1903年3月4日 | 特别会议   | 1903年3月5日－1903年3月19日    | 1905年3月3日 |
| 第58屆  | 1903年3月4日 | 第一次会议 | 1903年11月9日－1903年12月7日   | 1905年3月3日 |
| 第58屆  | 1903年3月4日 | 第二次会议 | 1903年12月7日－1904年4月28日   | 1905年3月3日 |
| 第58屆  | 1903年3月4日 | 第三次会议 | 1904年12月5日－1905年3月3日    | 1905年3月3日 |
| 第59屆  | 1905年3月4日 | 特别会议   | 1905年3月4日－1905年3月18日    | 1907年3月3日 |
| 第59屆  | 1905年3月4日 | 第一次会议 | 1905年12月4日－1906年6月30日   | 1907年3月3日 |
| 第59屆  | 1905年3月4日 | 第二次会议 | 1906年12月3日－1907年3月3日    | 1907年3月3日 |
| 第60屆  | 1907年3月4日 | 第一次会议 | 1907年12月2日－1908年5月30日   | 1909年3月3日 |
| 第60屆  | 1907年3月4日 | 第二次会议 | 1908年12月7日－1909年3月3日    | 1909年3月3日 |
| 第61屆  | 1909年3月4日 | 特别会议   | 1909年3月4日－1909年3月6日     | 1911年3月3日 |
| 第61屆  | 1909年3月4日 | 第一次会议 | 1909年3月15日－1909年8月5日    | 1911年3月3日 |
| 第61屆  | 1909年3月4日 | 第二次会议 | 1909年12月6日－1910年6月25日   | 1911年3月3日 |
| 第61屆  | 1909年3月4日 | 第三次会议 | 1910年12月5日－1911年3月3日    | 1911年3月3日 |
| 第62屆  | 1911年3月4日 | 第一次会议 | 1911年4月4日－1911年8月22日    | 1913年3月3日 |
| 第62屆  | 1911年3月4日 | 第二次会议 | 1911年12月4日－1912年8月26日   | 1913年3月3日 |
| 第62屆  | 1911年3月4日 | 第三次会议 | 1912年12月2日－1913年3月3日    | 1913年3月3日 |
| 第63屆  | 1913年3月4日 | 特别会议   | 1913年3月4日－1913年3月17日    | 1915年3月3日 |
| 第63屆  | 1913年3月4日 | 第一次会议 | 1913年4月7日－1913年12月1日    | 1915年3月3日 |
| 第63屆  | 1913年3月4日 | 第二次会议 | 1913年12月1日－1914年10月24日  | 1915年3月3日 |
| 第63屆  | 1913年3月4日 | 第三次会议 | 1914年12月7日－1915年3月3日    | 1915年3月3日 |
| 第64屆  | 1915年3月4日 | 第一次会议 | 1915年12月6日－1916年9月8日    | 1917年3月3日 |
| 第64屆  | 1915年3月4日 | 第二次会议 | 1916年12月4日－1917年3月3日    | 1917年3月3日 |
| 第65屆  | 1917年3月4日 | 特别会议   | 1917年3月5日－1917年3月16日    | 1919年3月3日 |
| 第65屆  | 1917年3月4日 | 第一次会议 | 1917年4月2日－1917年10月6日    | 1919年3月3日 |
| 第65屆  | 1917年3月4日 | 第二次会议 | 1917年12月3日－1918年11月21日  | 1919年3月3日 |
| 第65屆  | 1917年3月4日 | 第三次会议 | 1918年12月2日－1919年3月3日    | 1919年3月3日 |
| 第66屆  | 1919年3月4日 | 第一次会议 | 1919年5月19日－1919年11月19日  | 1921年3月3日 |
| 第66屆  | 1919年3月4日 | 第二次会议 | 1919年12月1日－1920年6月5日    | 1921年3月3日 |
| 第66屆  | 1919年3月4日 | 第三次会议 | 1920年12月6日－1921年3月3日    | 1921年3月3日 |
| 第67屆  | 1921年3月4日 | 特别会议   | 1921年3月4日－1921年3月15日    | 1923年3月3日 |
| 第67屆  | 1921年3月4日 | 第一次会议 | 1921年4月11日－1921年11月23日  | 1923年3月3日 |
| 第67屆  | 1921年3月4日 | 第二次会议 | 1921年12月5日－1922年9月22日   | 1923年3月3日 |
| 第67屆  | 1921年3月4日 | 第三次会议 | 1922年11月20日－1922年12月4日  | 1923年3月3日 |
| 第67屆  | 1921年3月4日 | 第四届会议 | 1922年12月4日－1923年3月3日    | 1923年3月3日 |
| 第68屆  | 1923年3月4日 | 第一次会议 | 1923年12月3日－1924年6月7日    | 1925年3月3日 |
| 第68屆  | 1923年3月4日 | 第二次会议 | 1924年12月1日－1925年3月3日    | 1925年3月3日 |
| 第69屆  | 1925年3月4日 | 特别会议   | 1925年3月4日－1925年3月18日    | 1927年3月3日 |
| 第69屆  | 1925年3月4日 | 第一次会议 | 1925年12月7日－1926年7月3日    | 1927年3月3日 |
| 第69屆  | 1925年3月4日 | 第二次会议 | 1926年12月6日－1927年3月4日    | 1927年3月3日 |
| 第70屆  | 1927年3月4日 | 第一次会议 | 1927年12月5日－1928年5月29日   | 1929年3月3日 |
| 第70屆  | 1927年3月4日 | 第二次会议 | 1928年12月3日－1929年3月3日    | 1929年3月3日 |
| 第71屆  | 1929年3月4日 | 特别会议   | 1929年3月4日－1929年3月5日     | 1931年3月3日 |
| 第71屆  | 1929年3月4日 | 第一次会议 | 1929年4月15日－1929年11月22日  | 1931年3月3日 |
| 第71屆  | 1929年3月4日 | 第二次会议 | 1929年12月2日－1930年7月3日    | 1931年3月3日 |
| 第71屆  | 1929年3月4日 | 特别会议   | 1930年7月7日－1930年7月21日    | 1931年3月3日 |
| 第71屆  | 1929年3月4日 | 第三次会议 | 1930年12月1日－1931年3月3日    | 1931年3月3日 |
| 第72屆  | 1931年3月4日 | 第一次会议 | 1931年12月7日－1932年7月16日   | 1933年3月3日 |
| 第72屆  | 1931年3月4日 | 第二次会议 | 1932年12月5日－1933年3月3日    | 1933年3月3日 |
| 第73屆  | 1933年3月4日 | 特别会议   | 1933年3月4日－1933年3月6日     | 1935年1月3日 |
| 第73屆  | 1933年3月4日 | 第一次会议 | 1933年3月9日－1933年6月15日    | 1935年1月3日 |
| 第73屆  | 1933年3月4日 | 第二次会议 | 1934年1月3日－1934年6月18日    | 1935年1月3日 |
| 第74屆  | 1935年1月3日 | 第一次会议 | 1935年1月3日－1935年8月26日    | 1937年1月3日 |
| 第74屆  | 1935年1月3日 | 第二次会议 | 1936年1月3日－1936年6月20日    | 1937年1月3日 |
| 第75屆  | 1937年1月3日 | 第一次会议 | 1937年1月5日－1937年8月21日    | 1939年1月3日 |
| 第75屆  | 1937年1月3日 | 第二次会议 | 1937年11月15日－1937年12月21日 | 1939年1月3日 |
| 第75屆  | 1937年1月3日 | 第三次会议 | 1938年1月3日－1938年6月16日    | 1939年1月3日 |
| 第76屆  | 1939年1月3日 | 第一次会议 | 1939年1月3日－1939年8月5日     | 1941年1月3日 |
| 第76屆  | 1939年1月3日 | 第二次会议 | 1939年9月21日－1939年11月3日   | 1941年1月3日 |
| 第76屆  | 1939年1月3日 | 第三次会议 | 1940年1月3日－1941年1月3日     | 1941年1月3日 |
| 第77屆  | 1941年1月3日 | 第一次会议 | 1941年1月3日－1942年1月2日     | 1943年1月3日 |
| 第77屆  | 1941年1月3日 | 第二次会议 | 1942年1月5日－1942年12月16日   | 1943年1月3日 |
| 第78屆  | 1943年1月3日 | 第一次会议 | 1943年1月6日－1943年12月21日   | 1945年1月3日 |
| 第78屆  | 1943年1月3日 | 第二次会议 | 1944年1月10日－1944年12月19日  | 1945年1月3日 |
| 第79屆  | 1945年1月3日 | 第一次会议 | 1945年1月3日－1945年12月21日   | 1947年1月3日 |
| 第79屆  | 1945年1月3日 | 第二次会议 | 1946年1月14日－1946年8月2日    | 1947年1月3日 |
| 第80屆  | 1947年1月3日 | 第一次会议 | 1947年1月3日－1947年12月19日   | 1949年1月3日 |
| 第80屆  | 1947年1月3日 | 第二次会议 | 1948年1月6日－1948年12月31日   | 1949年1月3日 |
| 第81屆  | 1949年1月3日 | 第一次会议 | 1949年1月3日－1949年10月19日   | 1951年1月3日 |
| 第81屆  | 1949年1月3日 | 第二次会议 | 1950年1月3日－1951年1月2日     | 1951年1月3日 |
| 第82屆  | 1951年1月3日 | 第一次会议 | 1951年1月3日－1951年10月20日   | 1953年1月3日 |
| 第82屆  | 1951年1月3日 | 第二次会议 | 1952年1月8日－1952年7月7日     | 1953年1月3日 |
| 第83屆  | 1953年1月3日 | 第一次会议 | 1953年1月3日－1953年8月3日     | 1955年1月3日 |
| 第83屆  | 1953年1月3日 | 第二次会议 | 1954年1月6日－1954年12月2日    | 1955年1月3日 |
| 第84屆  | 1955年1月3日 | 第一次会议 | 1955年1月5日－1955年8月2日     | 1957年1月3日 |
| 第84屆  | 1955年1月3日 | 第二次会议 | 1956年1月3日－1956年7月27日    | 1957年1月3日 |
| 第85屆  | 1957年1月3日 | 第一次会议 | 1957年1月3日－1957年8月30日    | 1959年1月3日 |
| 第85屆  | 1957年1月3日 | 第二次会议 | 1958年1月7日－1958年8月24日    | 1959年1月3日 |
| 第86屆  | 1959年1月3日 | 第一次会议 | 1959年1月7日－1959年9月15日    | 1961年1月3日 |
| 第86屆  | 1959年1月3日 | 第二次会议 | 1960年1月6日－1960年9月1日     | 1961年1月3日 |
| 第87屆  | 1961年1月3日 | 第一次会议 | 1961年1月3日－1961年9月27日    | 1963年1月3日 |
| 第87屆  | 1961年1月3日 | 第二次会议 | 1962年1月10日－1962年10月13日  | 1963年1月3日 |
| 第88屆  | 1963年1月3日 | 第一次会议 | 1963年1月9日－1963年12月30日   | 1965年1月3日 |
| 第88屆  | 1963年1月3日 | 第二次会议 | 1964年1月7日－1964年10月3日    | 1965年1月3日 |
| 第89屆  | 1965年1月3日 | 第一次会议 | 1965年1月4日－1965年10月23日   | 1967年1月3日 |
| 第89屆  | 1965年1月3日 | 第二次会议 | 1966年1月10日－1966年10月22日  | 1967年1月3日 |
| 第90屆  | 1967年1月3日 | 第一次会议 | 1967年1月10日－1967年12月15日  | 1969年1月3日 |
| 第90屆  | 1967年1月3日 | 第二次会议 | 1968年1月15日－1968年10月14日  | 1969年1月3日 |
| 第91屆  | 1969年1月3日 | 第一次会议 | 1969年1月3日－1969年12月23日   | 1971年1月3日 |
| 第91屆  | 1969年1月3日 | 第二次会议 | 1970年1月19日－1971年1月2日    | 1971年1月3日 |
| 第92屆  | 1971年1月3日 | 第一次会议 | 1971年1月21日－1971年12月17日  | 1973年1月3日 |
| 第92屆  | 1971年1月3日 | 第二次会议 | 1972年1月18日－1972年10月18日  | 1973年1月3日 |
| 第93屆  | 1973年1月3日 | 第一次会议 | 1973年1月3日－1973年12月22日   | 1975年1月3日 |
| 第93屆  | 1973年1月3日 | 第二次会议 | 1974年1月21日－1974年12月20日  | 1975年1月3日 |
| 第94屆  | 1975年1月3日 | 第一次会议 | 1975年1月14日－1975年12月19日  | 1977年1月3日 |
| 第94屆  | 1975年1月3日 | 第二次会议 | 1976年1月19日－1976年10月1日   | 1977年1月3日 |
| 第95屆  | 1977年1月3日 | 第一次会议 | 1977年1月4日－1977年12月15日   | 1979年1月3日 |
| 第95屆  | 1977年1月3日 | 第二次会议 | 1978年1月19日－1978年10月15日  | 1979年1月3日 |
| 第96屆  | 1979年1月3日 | 第一次会议 | 1979年1月15日－1980年1月3日    | 1981年1月3日 |
| 第96屆  | 1979年1月3日 | 第二次会议 | 1980年1月3日－1980年12月16日   | 1981年1月3日 |
| 第97屆  | 1981年1月3日 | 第一次会议 | 1981年1月5日－1981年12月16日   | 1983年1月3日 |
| 第97屆  | 1981年1月3日 | 第二次会议 | 1982年1月25日－1982年12月23日  | 1983年1月3日 |
| 第98屆  | 1983年1月3日 | 第一次会议 | 1983年1月3日－1983年11月18日   | 1985年1月3日 |
| 第98屆  | 1983年1月3日 | 第二次会议 | 1984年1月23日－1984年10月12日  | 1985年1月3日 |
| 第99屆  | 1985年1月3日 | 第一次会议 | 1985年1月3日－1985年12月20日   | 1987年1月3日 |
| 第99屆  | 1985年1月3日 | 第二次会议 | 1986年1月21日－1986年10月18日  | 1987年1月3日 |
| 第100屆 | 1987年1月3日 | 第一次会议 | 1987年1月6日－1987年12月22日   | 1989年1月3日 |
| 第100屆 | 1987年1月3日 | 第二次会议 | 1988年1月25日－1988年10月22日  | 1989年1月3日 |
| 第101屆 | 1989年1月3日 | 第一次会议 | 1989年1月3日－1989年11月22日   | 1991年1月3日 |
| 第101屆 | 1989年1月3日 | 第二次会议 | 1990年1月23日－1990年10月28日  | 1991年1月3日 |
| 第102屆 | 1991年1月3日 | 第一次会议 | 1991年1月3日－1992年1月3日     | 1993年1月3日 |
| 第102屆 | 1991年1月3日 | 第二次会议 | 1992年1月3日－1992年10月9日    | 1993年1月3日 |
| 第103屆 | 1993年1月3日 | 第一次会议 | 1993年1月5日－1993年11月26日   | 1995年1月3日 |
| 第103屆 | 1993年1月3日 | 第二次会议 | 1994年1月25日－1994年12月1日   | 1995年1月3日 |
| 第104屆 | 1995年1月3日 | 第一次会议 | 1995年1月4日－1996年1月3日     | 1997年1月3日 |
| 第104屆 | 1995年1月3日 | 第二次会议 | 1996年1月3日－1996年10月4日    | 1997年1月3日 |
| 第105屆 | 1997年1月3日 | 第一次会议 | 1997年1月7日－1997年11月13日   | 1999年1月3日 |
| 第105屆 | 1997年1月3日 | 第二次会议 | 1998年1月27日－1998年12月19日  | 1999年1月3日 |
| 第106屆 | 1999年1月3日 | 第一次会议 | 1999年1月6日－1999年11月22日   | 2001年1月3日 |
| 第106屆 | 1999年1月3日 | 第二次会议 | 2000年1月24日－2000年12月15日  | 2001年1月3日 |
| 第107屆 | 2001年1月3日 | 第一次会议 | 2001年1月3日－2001年12月20日   | 2003年1月3日 |
| 第107屆 | 2001年1月3日 | 第二次会议 | 2002年1月23日－2002年11月22日  | 2003年1月3日 |
| 第108屆 | 2003年1月3日 | 第一次会议 | 2003年1月7日－2003年12月9日    | 2005年1月3日 |
| 第108屆 | 2003年1月3日 | 第二次会议 | 2004年1月20日－2004年12月8日   | 2005年1月3日 |
| 第109屆 | 2005年1月3日 | 第一次会议 | 2005年1月4日－2005年12月22日   | 2007年1月3日 |
| 第109屆 | 2005年1月3日 | 第二次会议 | 2006年1月3日－2006年12月9日    | 2007年1月3日 |
| 第110屆 | 2007年1月3日 | 第一次会议 | 2007年1月4日－2007年12月19日   | 2009年1月3日 |
| 第110屆 | 2007年1月3日 | 第二次会议 | 2008年1月3日－2009年1月3日     | 2009年1月3日 |
| 第111屆 | 2009年1月3日 | 第一次会议 | 2009年1月6日－2009年12月24日   | 2011年1月3日 |
| 第111屆 | 2009年1月3日 | 第二次会议 | 2010年1月5日－2010年12月22日   | 2011年1月3日 |
| 第112屆 | 2011年1月3日 | 第一次会议 | 2011年1月5日－2012年1月3日     | 2013年1月3日 |
| 第112屆 | 2011年1月3日 | 第二次会议 | 2012年1月3日－2013年1月3日     | 2013年1月3日 |
| 第113屆 | 2013年1月3日 | 第一次会议 | 2013年1月3日－2013年12月26日   | 2015年1月3日 |
| 第113屆 | 2013年1月3日 | 第二次会议 | 2014年1月3日－2014年12月16日   | 2015年1月3日 |
| 第114屆 | 2015年1月3日 | 第一次会议 | 2015年1月6日－2015年12月18日   | 2017年1月3日 |
| 第114屆 | 2015年1月3日 | 第二次会议 | 2016年1月4日－2017年1月3日     | 2017年1月3日 |
| 第115屆 | 2017年1月3日 | 第一次会议 | 2017年1月3日－2018年1月3日     | 2019年1月3日 |
| 第115屆 | 2017年1月3日 | 第二次会议 | 2018年1月3日－2019年1月3日     | 2019年1月3日 |
| 第116屆 | 2019年1月3日 | 第一次会议 | 2019年1月3日－2020年1月3日     | 2021年1月3日 |
| 第116屆 | 2019年1月3日 | 第二次会议 | 2020年1月3日－2021年1月3日     | 2021年1月3日 |
| 第117屆 | 2021年1月3日 | 第一次会议 | 2021年1月3日－2022年1月3日     | 2023年1月3日 |
| 第117屆 | 2021年1月3日 | 第二次会议 | 2022年1月3日－2023年1月3日     | 2023年1月3日 |
| 第118屆 | 2023年1月3日 | 第一次会议 | 2023年1月3日－2024年1月3日     | 2025年1月3日 |
| 第118屆 | 2023年1月3日 | 第二次会议 | 2024年1月3日－至今             | 2025年1月3日 |
| 第119屆 | 2025年1月3日 | 第一次会议 | 待定                           | 2027年1月3日 |
| 第119屆 | 2025年1月3日 | 第二次会议 | 待定                           | 2027年1月3日 |